# Эз (Прованс — Альпы — Лазурный Берег)
Эз (фр. Èze, окс. Esa) — коммуна на юго-востоке Франции в регионе Прованс — Альпы — Лазурный берег, департамент Приморские Альпы, округ Ницца, кантон Босолей. До марта 2015 года коммуна административно входила в состав упразднённого кантона Вильфранш-сюр-Мер (округ Ницца).

## Географическое положение
Коммуна расположена в 12 км к востоку от Ниццы. Население — около 3 тыс. жителей (2006). Является одним из курортных мест Лазурного Берега (или Французской Ривьеры).
Площадь коммуны — 9,47 км², население — 2932 человека (2006) с тенденцией к снижению: 2535 человек (2012), плотность населения — 267,7 чел/км².

## Топоним
Согласно одной из теорий, своё название Эз получил по имени древнеегипетской богини Исиды. Именно в её честь якобы освятили свой храм колонизировавшие эти края древние финикийцы.

## История
Первые следы поселения человека в районе Эза относятся к XX—XXI вв. до н. э. В более позднее время эта территория принадлежала римлянам и маврам (около 80 лет, пока в 973 году их не изгнал Гийом I Прованский).
К 1383 году Эз попал под владение Савойской династии, которая укрепляла город, возводила фортификационные сооружения, в связи с близостью Эза к крупному городу Ницца.
Следующие столетия Эз несколько раз подвергался потрясениям: переходил от французов к туркам в середине XVI века, в 1706 году Людовик XIV полностью уничтожил крепостные стены, окружавшие город во время Войны за испанское наследство; и только в 1860 году Эз официально стал частью Франции по единодушному решению жителей города.

## Население
Население коммуны в 2011 году составляло — 2550 человек, а в 2012 году — 2535 человек.
| 1962 | 1968 | 1975 | 1982 | 1990 | 1999 | 2006 | 2011 | 2012 |
| ---- | ---- | ---- | ---- | ---- | ---- | ---- | ---- | ---- |
| 1494 | 1792 | 1860 | 2063 | 2446 | 2509 | 2932 | 2550 | 2535 |

Динамика численности населения:

## Символика
Эмблемой городка является Феникс, попирающий кучу костей, а девизом — Isis Moriendo Renascor (с англ. — «lang-la», «В смерти [я] перерождаюсь»).

## Экономика
В 2010 году из 1730 человек трудоспособного возраста (от 15 до 64 лет) 1246 были экономически активными, 484 — неактивными (показатель активности 72,0 %, в 1999 году — 65,6 %). Из 1246 активных трудоспособных жителей работали 1157 человек (607 мужчин и 550 женщин), 89 числились безработными (40 мужчин и 49 женщин). Среди 484 трудоспособных неактивных граждан 171 были учениками либо студентами, 149 — пенсионерами, а ещё 164 — были неактивны в силу других причин.
На протяжении 2010 года в коммуне числилось 1157 облагаемых налогом домохозяйств, в которых проживало 2429,0 человек. При этом медиана доходов составила 24 тысячи 629 евро на одного налогоплательщика.

## Транспорт
До Эза можно добраться из Ниццы и Монако многими способами: автомобилем, автобусом, поездом и вертолётом.

## Достопримечательности (фотогалерея)
- Церковь XIV века Chapelle des Penitents-Blancs (Церковь Кающихся Грешников Белого Братства)[12].
- Церковь XVIII века Notre Dame de l’Assomption (Церковь Успения Пресвятой Богородицы)[12].
- Экзотический Сад (англ. Jardin botanique d'Èze), специализирующийся на выращивании кактусов[12].
- Парфюмерные фабрики Фрагонар и Галимар.
- Ворота Рикер[5].
- Тропа Ницше — пешеходная тропа соединяющая Эз с Эз-сюр-Мер

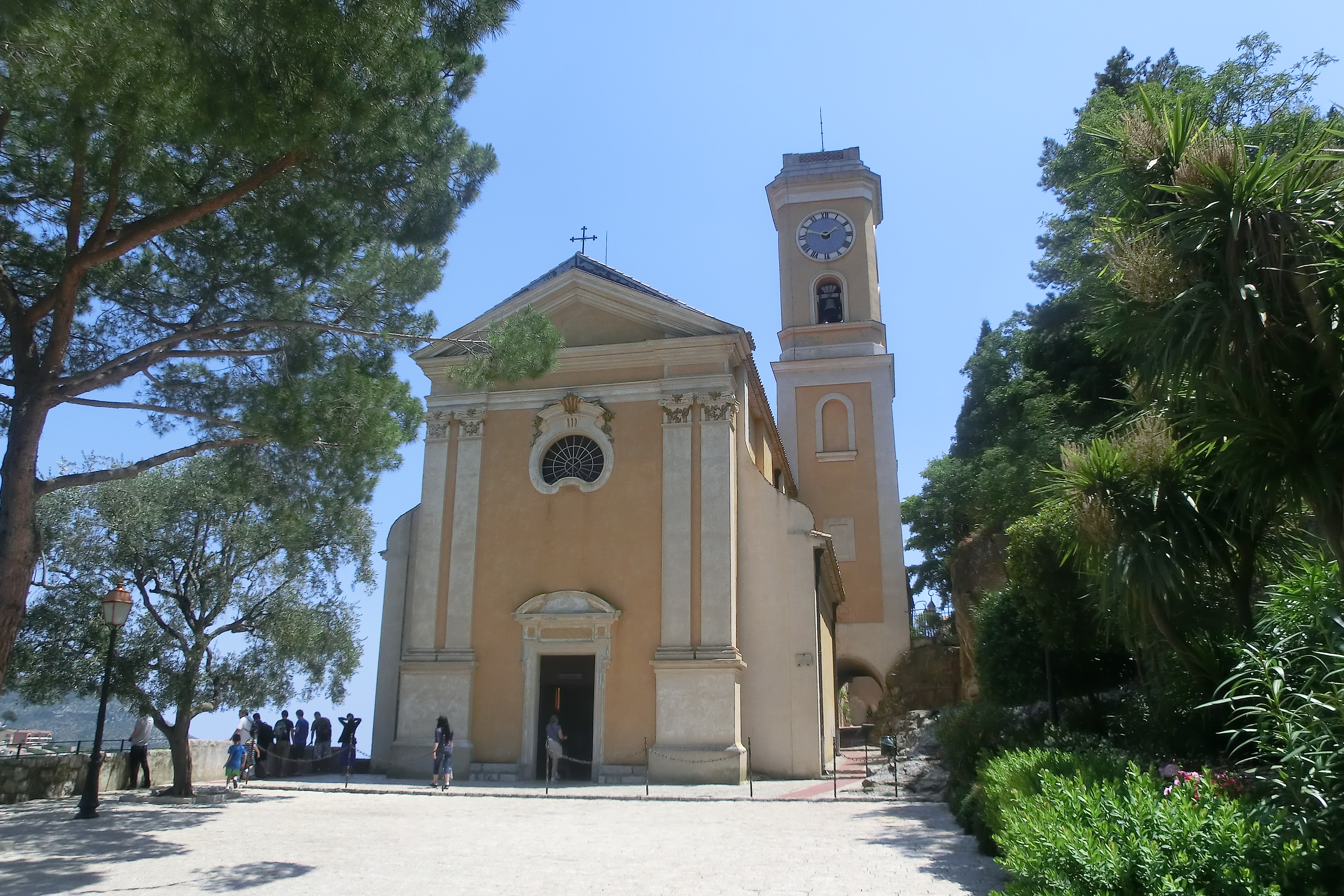
Церковь Церковь Успения Пресвятой Богородицы
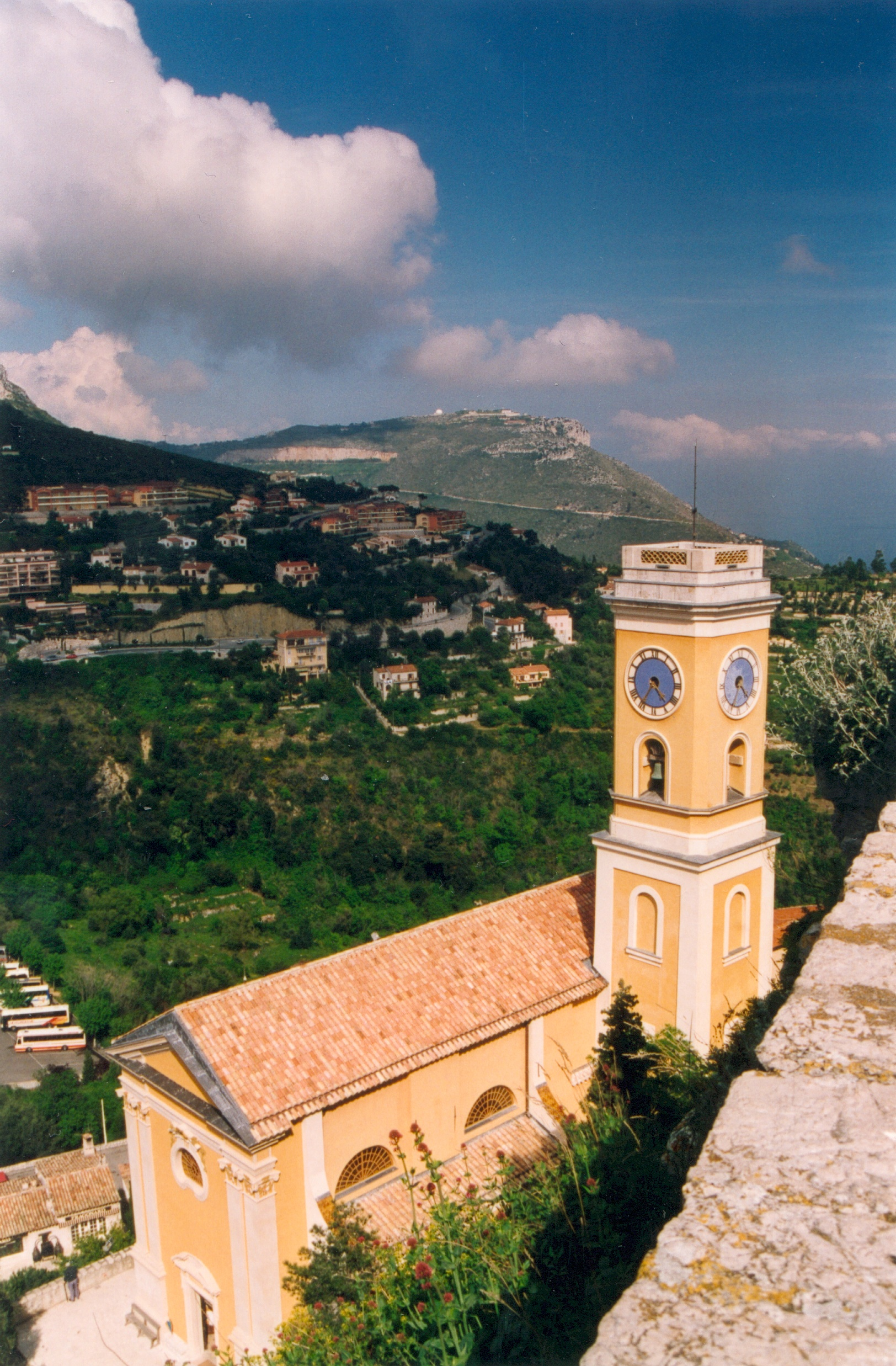
Колокольня
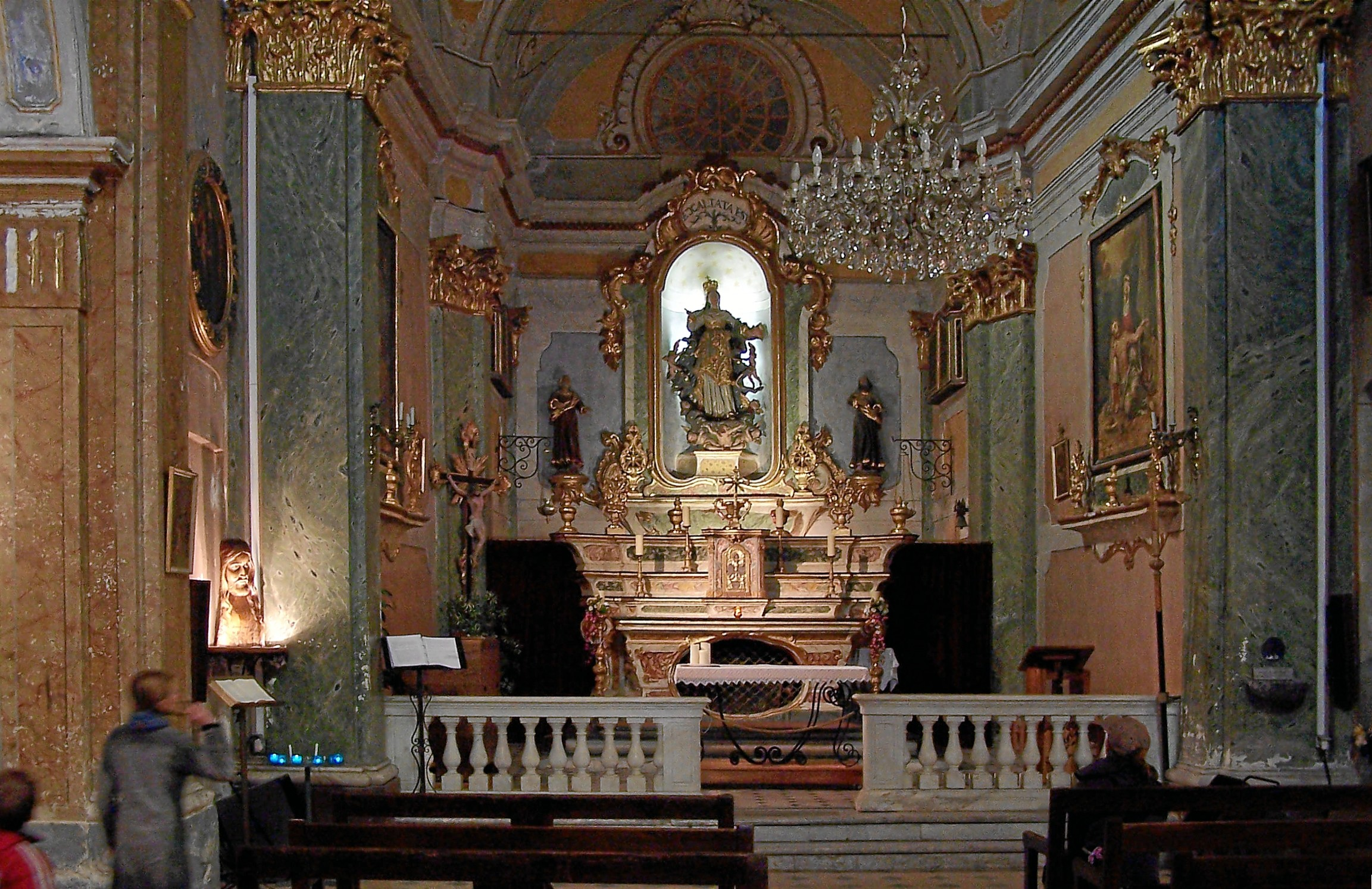
Внутреннее убранство церкви
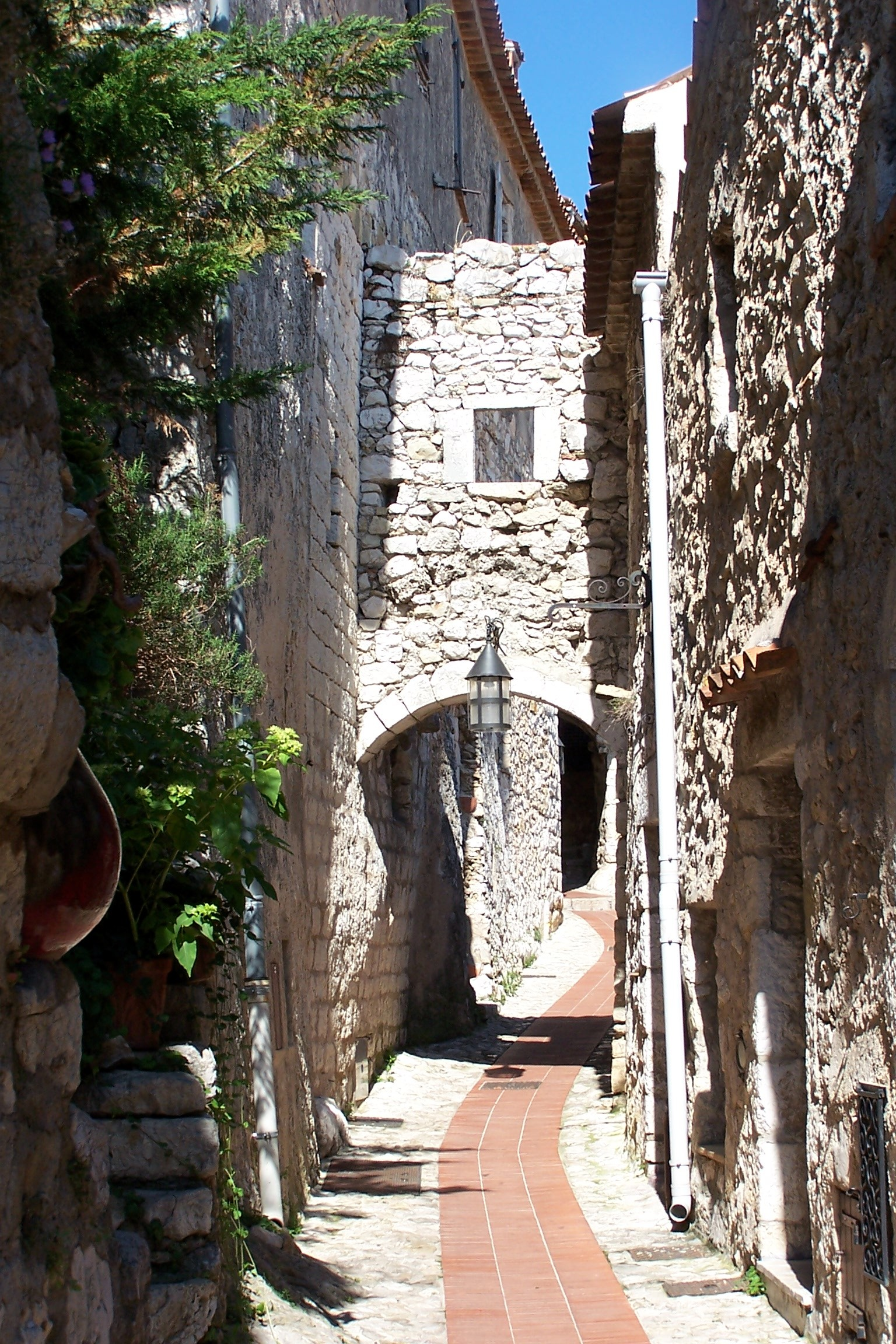
Средневековая улица
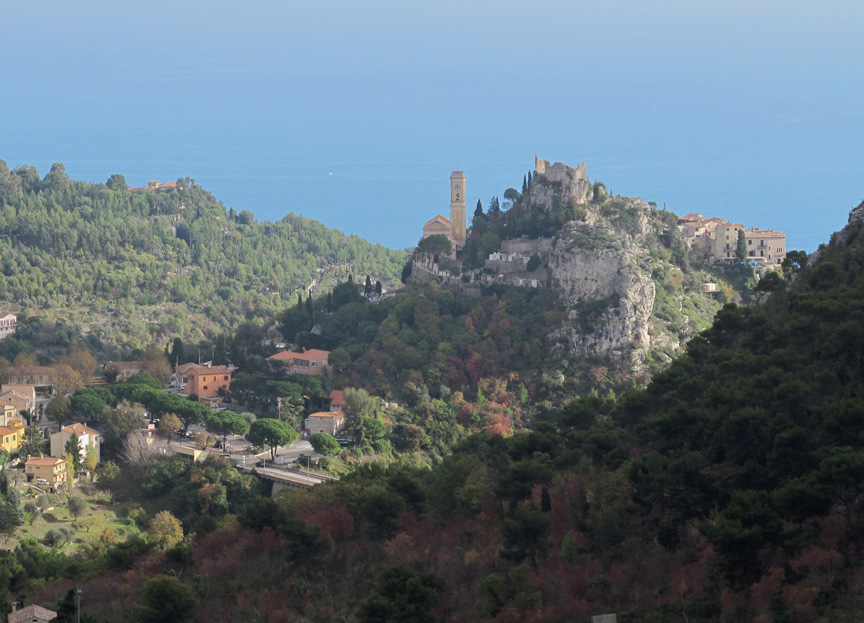
Вид на коммуну
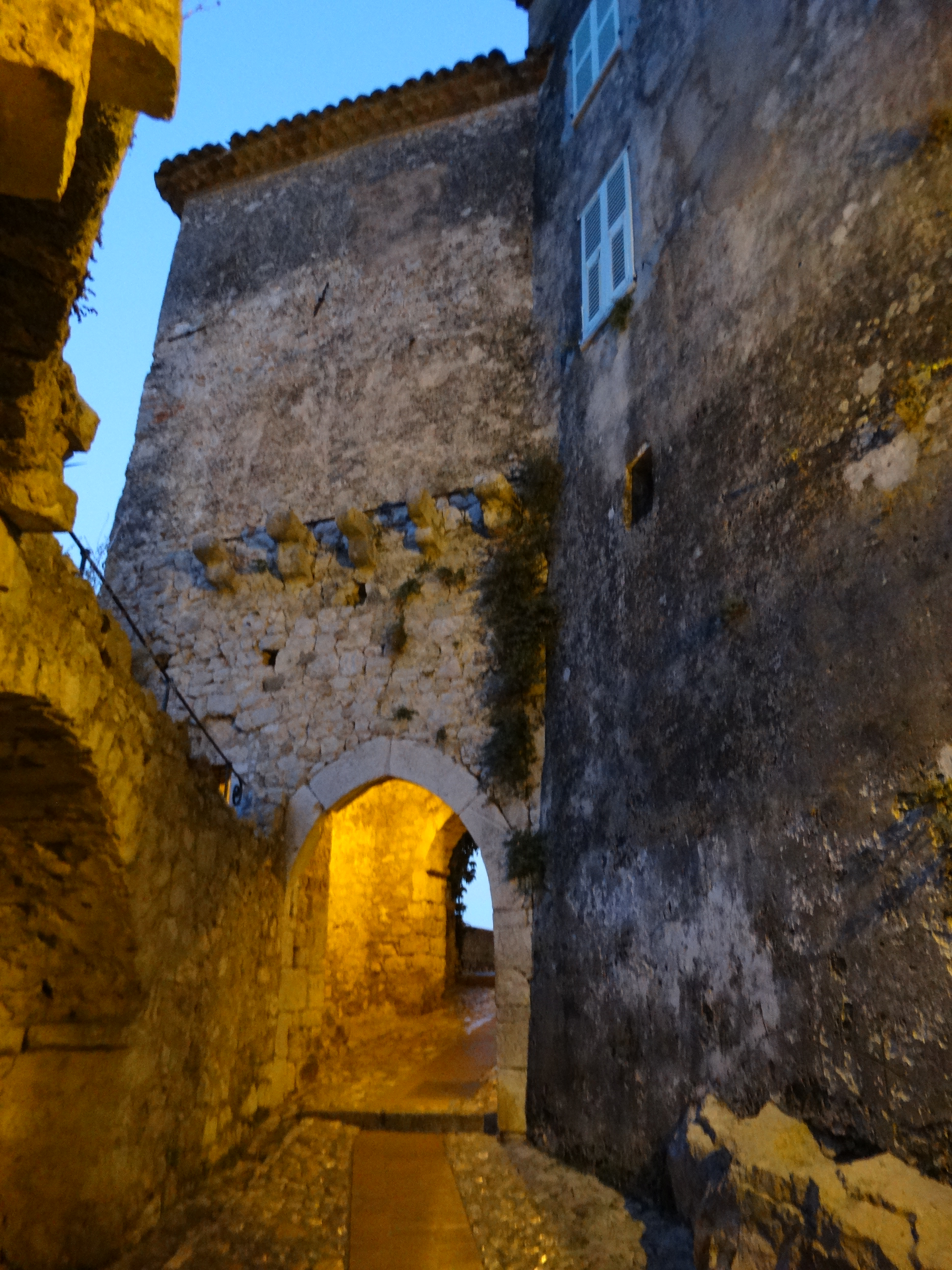
Вход в деревню Эз ночью